# 锯纹白环蛇
锯纹白环蛇（学名：Lycodon serratus），一种于中华人民共和国云南省迪庆藏族自治州德钦县羊拉乡格亚丁村附近的金沙江干热河谷地区发现的爬行动物，隶属于游蛇科白環蛇屬。因具有明显的狭长锯齿状横纹而得名。本种是首次于云南西北部金沙江干热河谷记录白环蛇属物种。

## 鉴别特征
锯纹白环蛇体型中等，纤细，总长（ToL）628毫米，体长（SVL）480毫米；尾长占总长的比为23.6%；头部扁平，与颈部区分明显，吻部狭窄；眼大，垂直椭圆形；背鳞19-17-15行，光滑；腹鳞198枚；尾下鳞84枚；肛鳞二分；上唇鳞8或9枚，2-3-3或2-4-3；下唇鳞10（5）；眶前鳞单枚，眶后鳞2枚；颊鳞入眶；侧顶鳞扩大，2枚，与颞鳞和顶鳞后上部及7枚颈鳞相接；上颌齿12枚，分为4组（6-1-1-4或6-1-2-3）；背面为脏黄橄榄色，带有明显的深黑色锯齿状横纹，在躯体前1/7部分为两枚鳞片宽，其余为单枚鳞片宽；颈部具有一条颈纹，躯体具有66条横纹，尾部为26条横纹；背部第一条横纹位于第10行腹鳞处；前1/3腹面为纯白色，其余2/3部及整个尾部腹面具有深灰色斑点。

## 保护
本种于2023年被收录入《有重要生态、科学、社会价值的陆生野生动物名录》。